# Maasdonk
Maasdonk (pronúnciaⓘ) é um município na província de Brabante do Norte, Países Baixos. O município tem 11 270 habitantes (31 de dezembro de 2008, fonte: CBS) e abrange uma área de 37,32 km² (dos quais 1,10 km² de água).

## Localização
A cidade está localizada no norte da província de Brabante do Norte, sul dos Países Baixos.
| Municípios vizinhos | Municípios vizinhos | Municípios vizinhos |
| ------------------- | ------------------- | ------------------- |
|                     | Lith                | Oss                 |
| 's-Hertogenbosch    |                     | Bernheze            |
| Sint-Michielsgestel |                     | Bernheze            |

## Centros populacionais
O município é composto pelos centros populacionais de: Nuland, Vinkel e Geffen (sede administrativa).